# 克里斯蒂娜·蒂奇奥特
克里斯蒂娜·丹妮尔·蒂奇奥特（英語：Kristina Danielle Teachout，2005年9月13日—），美国女子跆拳道运动员，2023年泛美运动会女子67公斤级铜牌得主、2024年夏季奥林匹克运动会女子67公斤级铜牌得主。